# Abraham J. Twerski
Abraham Joshua Twerski (en hebreo: אֲבְרָהָם יְהוֹשֻׁע טווערסקי‎; Milwaukee, 6 de octubre de 1930-Jerusalén, 31 de enero de 2021) fue un rabino jasídico estadounidense, vástago de la dinastía jasídica de Chernobyl y psiquiatra especializado en abuso de sustancias.

## Primeros años
Abraham Joshua Twerski nació en Milwaukee, Wisconsin. Sus padres fueron Devorah Leah (de soltera Halberstam; 1900-1995), hija del segundo Rebe de Bobov, y el rabino Jacob Israel Twerski (1898-1973), que fue el rabino de la sinagoga de Beth Jehudah en Milwaukee. El mayor rabino Twerski emigró a Estados Unidos en 1927 y era descendiente del rabino Menachem Nachum Twerski, el fundador de la dinastía jasídica de Chernobyl, y estudiante del Baal Shem Tov. Twerski fue el tercero de cinco hermanos. Sus dos hermanos mayores eran Shloime y Motel, y sus dos hermanos menores eran gemelos, Aaron y Michel. Asistió a una escuela secundaria pública en Milwaukee, y se graduó a los 16 años Se matriculó en el Colegio Teológico Hebreo de Chicago (ahora ubicado en Skokie, Illinois) y fue ordenado rabino en 1951. Trabajó con su padre como asistente del rabino. En 1952 se casó con Goldie Flusberg. En 1953, Twerski se matriculó en la Universidad Marquette de Milwaukee y posteriormente se graduó de su escuela de medicina en 1960. Recibió su formación psiquiátrica en la Universidad de Pittsburgh y pasó dos años más en el personal de un hospital estatal en Pensilvania. Luego se le pidió que se convirtiera en el jefe del departamento de psiquiatría del Hospital St. Francis de Pittsburgh.

## Carrera

### Carrera médica
La carrera médica del rabino Twerski incluye Gateway Rehabilitation Center, Pittsburgh, que fundó y se desempeñó como director médico emérito, director clínico del Departamento de Psiquiatría en el Hospital St. Francis en Pittsburgh, profesor asociado de psiquiatría en la Facultad de Psiquiatría de la Universidad de Pittsburgh. Medicina, y fundador del centro de rehabilitación Shaar Hatikvah para prisioneros en Israel.

### Carrera rabínica
En su carrera rabínica, el rabino Twerski fue un prolífico escritor de libros judíos y de shiurim (conferencias con temas de la Torá). Fue colíder espiritual de la Congregación Beth Jehudah con su padre desde la ordenación hasta 1959. Durante este tiempo compuso una melodía para el versículo hebreo Salmos 28: 9 "Hoshea es Amecha", que se hizo popular en los círculos judíos.

## Vida personal
El rabino AJ Twerski se retiró del trabajo a tiempo completo en 1995 y se mudó a Monsey, Nueva York, de donde era su segunda esposa, Gail. Después de unos diez años en Monsey, se mudaron a Teaneck, Nueva Jersey. El rabino Twerski finalmente se mudó a Israel con su esposa y pidió a sus compañeros judíos que hicieran lo mismo.
Sus hermanos son Aaron Twerski, profesor de derecho de Irwin y Jill Cohen en la Facultad de Derecho de Brooklyn, así como ex decano y profesor de derecho de daños en la Facultad de Derecho de la Universidad de Hofstra; Rabino Michel Twerski, el Rebe Hornosteipler de Milwaukee; el difunto Shloime Twerski, el anterior Rebe Hornosteipler de Denver; y el fallecido Mordechai Dov Ber Twerski de Nueva York. 
Falleció en Jerusalén el 31 de enero de 2021 a causa de COVID-19 durante la pandemia de COVID-19 en Israel. Le sobreviven su esposa, la Dra. Gail Twerski, tres hijos, una hija, nietos, bisnietos y tataranietos.
En su testamento especificó que no quería que hubiera elogios en su funeral, sino que sus hijos cantaran la canción que compuso, "Hoshia es Amecha", mientras llevaban su cuerpo a la tumba.

## Trabajos
Escribió más de 60 libros sobre judaísmo y temas de autoayuda, incluidos varios libros con las tiras cómicas Peanuts de Charles M. Schulz que se utilizan para ilustrar la interacción y el comportamiento humanos.
- Addictive Pensamiento y el Addictive Personalidad: dos libros en uno, con Craig Nakken (M.J.F., 1999)
- Addictive Pensamiento: Por qué  Nosotros Mentira a Nosotros? : Por qué  Otros Nos Creemos? (Hazelden Fundación, 1990)
- Addictive Pensamiento: Comprensivo Self-engaño, con prefacio por John Wallace (Harper & Fila, 1990; 2.º Ed. Hazelden Fundación, 1997)
- Vivo! : Una Guía de 10 pasos a una vida Vibrante, con Mordechai Weinberger (Shaar Prensa, 2015)
- Los ángeles no Dejan Huellas: Descubriendo Qué es Bien Con Tú (Artscroll Mesorah Publicaciones, 2001)
- Amonestación: "la bondad" Puede Ser Peligrosa al Alcohólico (Prentice-Sala, 1981, 1987)
- El Clero y Dependencia Química (Edgehill, 1990)
- Juego compulsivo: Más de Dreidel (Mirkov Publicaciones, 2006)
- Soportando Tensión: La 9/11 Generación (Centro de Rehabilitación de la Puerta, 2002, 35 pp.)
- Querido Rabbi, doctor Querido: El Renombrado Rabbi-el psiquiatra Da Respuestas Rectas a Cuestiones Duras (Shaar Prensa / Artscroll Mesorah Publicaciones, 2005)
- Querido Rabbi, Volumen de doctor Querido 2: El Renombrado Rabbi-el psiquiatra Da Respuestas Rectas a Cuestiones Duras (Shaar Prensa / Artscroll Mesorah Publicaciones, 2007)
- Más querido Que Vida: Haciendo Vuestra Vida Más Significativo (Artscroll Mesorah Publicaciones, 1997)
- Hacer Unto Otros: Cómo las buenas acciones Pueden Cambiar Vuestra Vida (Andrews McMeel, 1997)
- Eficaz Viviente : Un Upbeat y Uplifting la vida Puede ser Vuestra (Shaar Prensa / Mesorah Publicaciones, 2014)
- El Enemigo Dentro: Afrontando vuestros Retos en el siglo XXI (Shaar Prensa / Artscroll Mesorah Publicaciones, 2001)
- El Primer Año de Matrimonio: Realzando el Éxito de Vuestro Derecho de Matrimonio del Inicio—e Incluso Antes de que  Empieza (Artscroll Mesorah Publicaciones, 2004)
- Forgiveness : No Deja el resentimiento Te Mantienes Cautivo (Shaar Prensa / Artscroll Mesorah Publicaciones, 2012)
- Una Fórmula para Apropiado Viviente : Lecciones Prácticas de Vida y Torah (las luces judías que Publican, 2009)
- Cuatro Chassidic Maestros: el Corazón, la Mente, el Ojo, y la Historia—de Lengua, Historias, Enseñanzas (Shaar Prensa / Artscroll Mesorah Publicaciones, 2008)
- De Bondage a Libertad : el Pésaj Haggadah con un Comentario Illuminating el Liberation del Espíritu, con Hirsh Michel Chinn y Benzion Twerski (Shaar Prensa / Artscroll Mesorah Publicaciones, 1995, 2001)
- De Púlpito a Couch (Mirkov publicaciones, 2005)
- Generación a Generación: Personal Recollections de un Chassidic Legado (Prensa Tradicional, 1986. Excerpted Pub de edición. Por C.I.S., 2003)
- Levantándose Cuándo  eres Abajo: Una Discusión Madura de un Adulto Malady - Depresión y Relacionó Condiciones  (Shaar Prensa / Artscroll Mesorah Publicaciones, 1997)
- Gevurah : Mi Vida, Nuestro Mundo, y la Aventura de Lograr 80, (Shaar Prensa / Artscroll Mesorah Publicaciones, 2010)
- Creciendo Cada Día (Artscroll Mesorah Publicaciones, 2004)
- Felicidad y el Espíritu Humano: La Espiritualidad de Devenir el Más  Puedes Ser (las luces judías que Publican, 2007)
- Curación de Desesperación : Escogiendo Wholeness en un Mundo Roto, con Elie Kaplan Spitz y Erica Shapiro Taylor (las luces judías que Publican, 2010)
- Soy I: una Perspectiva judía De los Archivos de Caso de un Psiquiatra Eminente (Shaar Prensa / Artscroll Mesorah Publicaciones, 1993)
- Me Gustaría Pedir la ayuda, pero no Sé el Número: El Buscar Espiritualidad en Vida Diaria (Pharos Libros, 1991; Henry Holt, 1996)
- No Pregunté para Ser en Esta Familia: Sibling Relaciones y Cómo Ellos Comportamiento de Adulto de la Forma y Relaciones, con Charles M. Schulz (Henry Holt, 1996)
- No Pregunté para Ser en Esta Familia: Sibling Relaciones y Cómo Ellos Relaciones de Adulto de la Forma (Topper Libros, 1992)
- En-Leyes:  es Todo Relativo, con Leah Shifrin Averick (El Shaar Prensa / Artscroll Mesorah Publicaciones, 2009)
- He Gotta Salir de Mi Manera! : Eliminando los Obstáculos a Éxito  (Mekor Prensa / Menucha Editores, 2017)
- Pasa a doctores, También (Hazelden Fundación, 1982)
- No es Tan Duro Cuando  Piensas: Cómo para Suavizar Fuera los golpes de la vida (El Shaar Prensa / Artscroll Mesorah Publicaciones, 1999)
- No es Tan Duro en Casa Cuando  Piensas: Haciendo Vida Familiar en casa más Liso y Mejor (El Shaar Prensa / Artscroll Mesorah Publicaciones, 1999)
- Dejado Nos Hombre de Marca: Autoestima A través de Jewishness (C.I.S, 1991)
- Letras a mis Niños (Shaar Prensa / Mesorah Publicaciones, 2015)
- Las bendiciones de la vida : El Significado e Importancia de nuestro Berachos (El Shaar Prensa, 2015)
- La vida es Demasiado Corta: Atracción el Tapón en Self-derrotando Comportamiento y Vuelta En el Poder de Autoestima (St. La prensa de Martin, 1995)
- Ligero Al final del Túnel: Una Ficción de Historia Inspiradora. (Artscroll Mesorah Publicaciones, 2003)
- Luces A lo largo de la Manera: Lecciones Intemporales para Hoy de Rabbi Moshe Chaim Luzzatto  Mesillas Yesharim (Artscroll Mesorah Publicaciones, 1995)
- Te gusta: Y Otros , También (Prentice-Sala, 1978, 1986)
- Viviendo Cada Día (Artscroll Mesorah Publicaciones, 1988, 5.º ed. 2003)
- Viviendo Cada Semana (Artscroll Mesorah Publicaciones, 1992)
- Mensajes Del Mishnah (Shaar Prensa / Artscroll Mesorah Publicaciones, 2013)
- No Historias Justas: El Chassidic Espíritu A través de Sus Historias Clásicas (Shaar Prensa / Artscroll Mesorah Publicaciones, 1997)
- Venciendo Burnout: Reconociendo, Dirigiendo e Impidiendo Burnout - en Yeshivah, el Workplace, y Más allá, con Alon Gul (Lakewood NJ: Publicaciones de Librería del Israel, 2013)
- Positivo Parenting: Desarrollando el potencial de Vuestro Niño, con Ursula Verena Schwartz (Artscroll Mesorah Publicaciones, 1996)
- Una Guía Práctica a Rabbinic Counseling, con Yisrael N Levitz (Feldheim, 2005; las luces judías que Publican, 2012)
- Prayerfully El vuestro: Creando el Vínculo Entre Hombre y Su Fabricante (Shaar Prensa / Artscroll Mesorah Publicaciones, 2001)
- El Problema Fui : Cómo para Acabar Negativo Self-charla y Tomar Vuestra Vida a un Nivel Nuevo, con Thomas Gagliano (Prensa de Camino Suave, 2011)
- El Rabbi & el Nuns : La Historia de Interior de un Rabbi  Trabajo Terapéutico Con las Hermanas de St. Francis, (Mekor Prensa / Menucha Editores, 2013)[15]
- Rebbes Y Chassidim: Qué  Dijeron - Qué  Significaron (Shaar Prensa / Artscroll Mesorah Publicaciones, 2000)
- Reconociendo un Encantado Uno es Adicción , y Proporcionando Ayuda (las luces judías que Publican, 2004)
- Busca Sobriety, Encuentra Serenidad: Pensamientos para Todos los días (Pharos Libros, 1993; Feldheim Editores 2014)[16]
- Coger los Momentos: Cautivando Nuggets de Torah Cordura (Shaar Prensa / Artscroll Mesorah Publicaciones, 2011)
- Self-Descubrimiento en Recuperación (Hazelden Fundación, 1984; Harper & Fila, 1989)
- Self-Mejora? Soy judío! : Venciendo Self-derrotando Comportamiento (Shaar Prensa / Artscroll Mesorah Publicaciones, 1995)
- El Shabbos Compañero: Aduana, Oraciones, Historias, Zemiros : Shabbos Día (El Shaar Prensa / Artscroll Mesorah Publicaciones, 2008)
- El Shabbos Compañero: Aduana, Oraciones, Historias, Zemiros : Shabbos Eve (El Shaar Prensa / Artscroll Mesorah Publicaciones, 2007)
- La Vergüenza Aguantada en Silencio: Abuso de Cónyuge en la Comunidad judía (Mirkov Publicaciones, 1996; 2.º ed. Urim Publicaciones, 2014)
- Simchah: No es Felicidad Justa (Artscroll Mesorah Publicaciones, 2006)
- Sonriendo Cada Día (Artscroll Mesorah Publicaciones, 1993, 4.º ed. 2003)
- El Espiritual Self: Reflexiones encima Recuperación y Dios (Hazelden Fundación, 2000)
- Dando un paso Fuera del Abismo : una Guía judía a los 12 Pasos, Menachem Poznanski, Aryeh Buchsbayew, y Abraham J Twerski (Mosaica Prensa, 2017)
- Que Maltrata sustancia Alto Achievers: Adicción como un Destructor de Oportunidad Igual (J. Aronson, 1998)
- Relaciones exitosas en casa, en el Trabajo y con Amigos: Trayendo Asuntos de Control bajo control (Shaar Prensa / Artscroll Mesorah Publicaciones, 2003)
- The Sun Brillará Otra vez : Soportando, Persevering, y Ganando en Tiempo Económico Atribulado (El Shaar Prensa / Artscroll Mesorah Publicaciones, 2009)
- Un Gusto de Nostalgia : Cuentos y Recetas para Nutrir Cuerpo y Alma, con Judi Dick (Shaar Prensa / Artscroll Mesorah Publicaciones, 2006)
- Diez Pasos A Ser Vuestro Mejores: un Manual Práctico para Realzar Vuestra Vida en Cada Manera (El Shaar Prensa / Artscroll Mesorah Publicaciones, 2004)
- Teshuvah A través de Recuperación : Experiencia el Poder Transformador de los Doce Pasos (Mekor Prensa, 2016)
- Aquello No es una Culpa...Es un Carácter  Trait (St. La prensa de Martin, 1999)
- El Adelgazarte Dentro Te: Ganando el Juego de Peso con Autoestima (St. La prensa de Martin, 1997)
- Twerski En Chumash (Shaar Prensa / Artscroll Mesorah Publicaciones, 2003)
- Twerski En Machzor : Rosh Hashanah (Shaar Prensa / Artscroll Mesorah Publicaciones, 2011)
- Twerski En Machzor : Yom Kippur (Shaar Prensa / Artscroll Mesorah Publicaciones, 2012)
- Twerski Encima Oración: Creando el Vínculo Entre Hombre y Su Fabricante, un re-asunto de Prayerfully Vuestro (Shaar Prensa / Artscroll Mesorah Publicaciones, 2004)
- Twerski Encima Espiritualidad (Shaar Prensa / Artscroll Mesorah Publicaciones, 1998)
- Visiones de los Padres Pirkei Avos (Artscroll Mesorah Publicaciones, 1999, 2005)
- Despertando Justo a tiempo : Unos Espectáculos de Terapeuta Cómo para Utilizar La Aproximación de Doce Pasos a Vida  Ups Y Downs, con Charles M. Schulz (Topper Libros, 1990; St. Martins Prensa, 1995)
- Cuando Hacer el Inicio de Cosas Bueno?, con Charles M. Schulz (Topper Libros, 1988; St. Martins Prensa, 1995)
- Quién Dice que eres Neurotic: Cómo para Evitar Diagnosis Psiquiátrica Equivocada Cuándo el Problema Puede Ser una Condición Física  (Prentice-Sala, 1984)
- Cordura Cada Día (Artscroll Mesorah Publicaciones, 2000)
- Sin un Trabajo, Quién Soy I?: Reconstruyendo Vuestro Self Cuándo  has Perdido Vuestro Trabajo, Casa, o Ahorros de Vida (Hazelden Fundación, 2009)
- El Zeide Reb Motele: La Vida del Tzaddik R soyordechai Dov de Hornosteipel (Artscroll Mesorah Publicaciones, 2002)